# Otto Loerbroks
Otto Loerbroks (* 27. Oktober 1870 in Soest; † 21. Januar 1941) war ein deutscher Reichsgerichtsrat.

## Leben
Otto Loerbroks wurde am 27. Oktober 1870 geboren. Er war das 7. Kind, der Eheleute Justizrat Otto Loerbroks (1824–1870) und Elise geb. Beyer (1830–1915).
1892 wurde der promovierte Jurist auf den preußischen Landesherrn vereidigt. 1900 wurde Loerbroks Landrichter und 1910 Landgerichtsrat. Im nächsten Jahr wurde er zum Oberlandesgerichtsrat befördert. Dezember 1919 kam er an das Reichsgericht. Er war im IV. und I. Zivilsenat des Reichsgerichts tätig. Anfang April 1922 trat er in den Ruhestand.

## Familie
Otto Loerbroks' (1870–1941) Vater Otto Loerbroks (1824–1870) ist der Bruder des Kommunalpolitikers und ehemaligen Bürgermeisters von Hamm,  Eduard Loerbroks ((* 23. März 1814 in Soest; † 30. August 1872 in Hamm) ). Die Familie Loerbroks sind Nachfahren von Johann Loerbrockhausen, dessen Sohn Kasper Loerbrockhausen Lehnsträger auf dem Schulzengut Loerbrokhausen/Loerbrocks war.

## Schriften
- „Körperverletzung durch die Presse“, Deutsche Juristen-Zeitung, Jahrgang 17 (1912) Sp. 1237.